# Episodi di Mucca e Pollo (quarta stagione)
La quarta stagione della serie animata Mucca e Pollo, composta da 13 episodi, è stata trasmessa negli Stati Uniti, da Cartoon Network, dal 26 aprile al 13 agosto 1999.
In Italia è stata trasmessa su Cartoon Network nel 2000.
| n°  | n°  | Titolo originale              | Titolo italiano             | Prima TV USA   | Prima TV Italia |
| --- | --- | ----------------------------- | --------------------------- | -------------- | --------------- |
| 40a | 1a  | Chachi, the Chewing Gum Seal  | Una foca di chewing gum     | 26 aprile 1999 | 2000            |
| 40b | 1b  | Black Sheep of the Family     | La pecora nera di famiglia  | 26 aprile 1999 | 2000            |
| 41a | 2a  | The Big Move                  | Il trasloco                 | 27 aprile 1999 | 2000            |
| 41b | 2b  | Cow's Magic Blanket           | La coperta magica           | 27 aprile 1999 | 2000            |
| 42a | 3a  | Cow's Toys                    | I giocattoli di Mucca       | 28 aprile 1999 | 2000            |
| 42b | 3b  | I Scream, Man                 | Il gelataio impazzito       | 28 aprile 1999 | 2000            |
| 43a | 4a  | Cloud Nine                    | Voglia di volare            | 29 aprile 1999 | 2000            |
| 43b | 4b  | Send in the Clowns            | I nuovi vicini              | 29 aprile 1999 | 2000            |
| 44a | 5a  | Major Wedgie                  | I pretendenti               | 30 aprile 1999 | 2000            |
| 44b | 5b  | The Loneliest Cow             | L'albero di arance          | 30 aprile 1999 | 2000            |
| 45a | 6a  | Professor Longhorn Steer      | Zio Lungocorno Bue          | 3 maggio 1999  | 2000            |
| 45b | 6b  | A Couple of Skating Fools     | Campioni di pattinaggio     | 3 maggio 1999  | 2000            |
| 46a | 7a  | The Full Mounty               | I presunti intrusi          | 4 maggio 1999  | 2000            |
| 46b | 7b  | Mall Cop                      | Ai grandi magazzini         | 4 maggio 1999  | 2000            |
| 47a | 8a  | Snail Boy                     | Una parentela imbarazzante  | 5 maggio 1999  | 2000            |
| 47b | 8b  | The Penalty Wheel             | Un quiz impossibile         | 5 maggio 1999  | 2000            |
| 48a | 9a  | Chicken's Fairy Tale          | I fagioli magici            | 6 maggio 1999  | 2000            |
| 48b | 9b  | Magic Chicken                 | Pollo il mago               | 6 maggio 1999  | 2000            |
| 49a | 10a | Cow's Horse                   | Il cavallo di Mucca         | 11 giugno 1999 | 2000            |
| 49b | 10b | Red Butler                    | Il maggiordomo              | 11 giugno 1999 | 2000            |
| 50a | 11a | Cow's A Beauty                | Rose e corona               | 18 giugno 1999 | 2000            |
| 50b | 11b | Piano Lessons                 | Lezioni di pianoforte       | 18 giugno 1999 | 2000            |
| 51a | 12a | Duck, Duck, Chicken           | Il papero Pollo             | 25 giugno 1999 | 2000            |
| 51b | 12b | The Great Pantzini            | Il grande Panzini           | 25 giugno 1999 | 2000            |
| 52a | 13a | The Cow and Chicken Blues     | Tristezza da blues          | 24 luglio 1999 | 2000            |
| 52b | 13b | The Ballad of Cow and Chicken | La ballata di Mucca e Pollo | 24 luglio 1999 | 2000            |

## Una foca di chewing gum
Mucca crea una foca fatta di chewing gum e la ribattezza "Ciccio". In seguito la bovina vede una stella cadente ed esprime il desiderio di dare vita alla foca, cosa che la stella esegue. Ciccio inizialmente è depresso, ma Mucca lo consola, dicendogli di volergli bene. I due guardano insieme la TV, ma Pollo prende un braccio della foca e se lo ingoia. Mucca però lo fa uscire fuori e insegna a Ciccio che cosa deve fare per difendersi. Pollo tenta di mangiarsi di nuovo Ciccio, ma la foca riesce a reagire, finendo per ferire Pollo e insultare Mucca. Così questa abbandona offesa Ciccio e, senza saperlo, lo appiccica sotto il tavolo. Un mese dopo Mucca e Pollo, durante la colazione, discutono della foca dicendo di non volerla più rivedere e poi se ne vanno via irritati, mentre Ciccio, ancora bloccato sotto il tavolo, inizia di nuovo a sentirsi depresso.

## La pecora nera di famiglia
Pecorone Nero, uno dei cugini di Mucca e Pollo, va a fare visita ai due fratelli per chiedere ospitalità, ma i genitori non sono d'accordo e scappano via perché sostengono che Pecorone sia famoso per mettersi nei guai. Perfino Pollo e i suoi amici se ne vanno considerando Pecorone un piantagrane. Inoltre Pecorone si mette nei guai con l'agente (nonché Il Rosso) che lo insegue perché pensa che abbia imbrattato i muri mentre erano stati due ragazzi a farlo. Fortunatamente Pecorone riesce a salvare una donna svenuta riuscendo finalmente a farsi apprezzare dagli altri, ma viene arrestato dal Rosso per aver fatto l'eroe senza il permesso. Supermucca inizia a picchiare Il Rosso, ma Pecorone la ferma e, sostenendo che l'agente faccia così perché senta freddo, con la sua lana forma dei pantaloncini e li dà al poliziotto per renderlo meno nervoso. Infine Mucca, Pollo e Pecorone Nero tornano a casa.

## Il trasloco
Mucca e Pollo scoprono con loro grandissimo dispiacere che devono cambiare casa, così, mentre la famiglia prepara i bagagli, i due ricordano i bei momenti passati nella loro casa, rinvenendo alcuni oggetti, tra cui una vecchia foto e il collare di un vecchio cane di Pollo. Alla fine però i due scoprono che si devono trasferire in una casa lì vicino, identica a quella vecchia, e i genitori spiegano ai figli di aver voluto trasferirsi perché la loro vecchia abitazione è piena di formiche. A fine episodio però le stesse formiche invadono anche questa casa e così la famiglia sarà costretta di nuovo a trasferirsi.

## La coperta magica
Pollo deride Mucca perché usa sempre una coperta malconcia e malridotta e, non appena i compagni lo scoprono in autobus, la prendono in giro. Mucca è quindi costretta a buttare via la sua coperta dal finestrino e, in mensa, la bovina si deprime perché afferma che quella era il mantello magico di Supermucca. Il Rosso, che era nei paraggi, si rallegra e approfitta della situazione per picchiare Flem ed Earl, così Pollo decide di uscire per andare a cercare la coperta e, una volta trovata, la indossa prima al contrario e poi, dopo averla messa a posto, si trasforma in "Superpollo" e pesta Il Rosso. A fine episodio Pollo decide di tenersi la coperta, mettendo però a disagio Mucca, la quale avrebbe preferito buttarla via.

## I giocattoli di Mucca
Mucca tratta i suoi giocattoli molto male, così questi ultimi prendono vita e decidono di vivere insieme a una fatina. Alla fine i giocattoli, dopo aver viaggiato per l'intera città, trovano la casa della fatina accanto a quella dei protagonisti, ma poi si rendono conto che lì dentro c'è una vita misera e così decidono di tornare a casa, anche se uno dei giocattoli va a vivere nella casa malandata.

## Il gelataio impazzito
Mucca e Pollo vogliono rompere un gigantesco maiale a forma di salvadanaio vivente allevato dal padre per comprare il gelato, ma non possono averne il consenso in quanto il maiale va distrutto solo tre giorni dopo. Tuttavia Papà e Mamma gli danno il denaro sufficiente e i due iniziano a raggiungere, per mezzo del maiale, il furgone del gelato passante per il quartiere. I due però non sanno che il furgone dei gelati è gestito dal Rosso, il quale si dimostra pazzo nei confronti di Mucca e Pollo, vendendo loro dei finti gelati. Alla fine Il Rosso si dimostra pazzo anche dinanzi ad un poliziotto, che lo rinchiude in manicomio. Mucca e Pollo intanto tornano a casa delusi, dove fortunatamente Mamma e Papà hanno per loro dei ghiaccioli a forma di maiale. Il maiale salvadanaio però crede che la famiglia di Mucca e Pollo lo voglia mangiare, così raggiunge Il Rosso in penitenziario. A fine episodio Il Rosso si lamenta perché durante le sue scene pericolose il regista non gli ha concesso una controfigura, dopodiché si mette a piangere.

## Voglia di volare
Mucca e Pollo si trovano fuori un negozio di ferramenta in cui è entrato il padre e devono attenderlo. Nel frattempo decidono di divertirsi con delle giostre vicine al negozio, tra le quali vi è raffigurante un aereo da guerra. Pollo vuole andare a tutti i costi su di esso e, poiché non ha soldi, chiede una moneta alla sorella, la quale acconsente a condizione che egli diverrà suo servo personale. Sfortunatamente un operaio interpretato dal Rosso si prende la giostra e Pollo, quando sta per tornare a casa, scappa e finisce su un camion guidato dal Rosso. Tenta a questo punto di far partire la giostra, ma non ci riesce. Alla fine Pollo scopre che Il Rosso si era diretto a casa sua per consegnare al padre la giostra, dato che ne ha molte altre simili ad essa in cantina. Così, quando serve Mucca come stabilito, le domanda perché nessuno gli ha detto niente sugli aerei giocattolo in cantina ed impazzisce quando scopre che non ha mai chiesto in vita sua nulla sul fatto.

## I nuovi vicini
Vicino alla casa di Mucca e Pollo, viene ad abitare una famiglia di clown. Mucca si innamora improvvisamente del figlio minore, senza sapere che è vietato a lei di mescolarsi con gli umani. Un giorno, Mucca e il piccolo clown marinano la scuola e passano finalmente un giorno insieme, ma il padre di Mucca, non appena li vede, si arrabbia moltissimo e mette in castigo la figlia per essersi amata con un umano; lo stesso castigo lo riceve anche il piccolo clown. Mucca e il clown, disperati, decidono di non amarsi più in vita loro. Mucca però continuerà ad amare gli umani, infatti dà un bacio dalla finestra al figlio di una famiglia di mimi, anch'essa trasferitasi vicino alla sua casa.

## I pretendenti
Mamma e Papà disturbano il sonno di Mucca e Pollo, volendo loro raccontare per tutta la notte la prima volta in cui si sono conosciuti. Verso i primi anni di maturità Papà si arruolò nella fanteria dell'esercito americano, innamorandosi della soldatessa Mamma. Tuttavia i suoi desideri erano turbati dalla gelosia del colonnello per il quale prestava servizi militari: Il Maggiore Braghe (Il Rosso), il quale tentava in tutti i modi di conquistare Mamma. Alla fine Il Maggiore Braghe e Papà litigarono e, durante una mischia, quest'ultimo finì per togliere accidentalmente le braghe al maggiore, che iniziò a gioire poiché era stato sempre insopportabile per lui vestire i pantaloni e, rinominandosi Maggiore Senza Braghe, premiò Papà lasciandogli conquistare Mamma. Subito dopo il racconto, Mucca e Pollo sono costretti a rimanere svegli di nuovo per via dell'apparizione del Maggiore Senza Braghe, che vuole sentire la storia.

## L'albero di arance
Per sconfiggere la solitudine, Mucca decide di farsi come amica un albero d'arance. Sfortunatamente distrugge un videogioco di Pollo, il quale si vendica subito chiamando un boscaiolo, impersonato dal Rosso, per liberarsi dell'albero. Il demone porta via l'albero per trasformarlo in un mobile, ma Pollo, non appena vede la sorella in lacrime, si rende conto della sua nefandezza. Così decide di salvare l'albero dal Rosso, mentre quest'ultimo cerca di impedirglielo; il tutto termina con Il Rosso che finisce nella macchina che distrugge gli alberi trasformandoli in mobili e con Pollo che non riesce a salvare l'albero. Mucca è comunque felice, dato che si è trovata un nuovo amico: una tavola di legno raffigurante Il Rosso.

## Zio Lungocorno Bue
Mamma e Papà pensano che i figli non siano abbastanza intelligenti. Così decidono di farli educare da Zio Lungocorno Bue, un bue zio di Mucca e Pollo che dice di essere un professore. Alla fine però ammette che in realtà egli sa solo educare le mandrie degli altri buoi a correre, ma non ha mai avuto un allievo. Mucca e Pollo aiutano così lo zio a continuare il proprio lavoro nel Texas, luogo in cui avrà finalmente dei buoi da educare, anche se essi vengono educati in modo sciocco dai genitori. Al termine dell'episodio si scopre che l'avvenimento era spiegato dal Rosso ai telespettatori per insegnare a rispettare i genitori, finché si scopre che egli in verità si trova in bagno a parlare da solo con la madre fuori che lo fa impazzire sgridandolo.

## Campioni di pattinaggio
Pollo ed Earl partecipano a un campionato di pattinaggio per poter realizzare il sogno di Pollo: diventare un pattinatore professionista. Purtroppo la signora Sederoni (Il Rosso) e Flem, anche loro alla gara, mettono fuori gioco Earl fratturandogli una gamba, ma nonostante ciò i due partecipano al campionato (accompagnati dai dottori), ma viste le pessime condizioni di Earl, i due combinano un disastro. Ma Mucca prende il posto di Earl e grazie alle sue capacità di produrre latte, i due vincono la sfida, mentre la Sederoni viene derisa da tutti. A fine episodio la Sederoni, Mucca, Pollo, Flem ed Earl fanno una foto di gruppo.

## I presunti intrusi
Papà porta Mucca e Pollo nel suo luogo di lavoro: egli lavora in una sede politica. Mentre il padre lavora, Mucca e Pollo se la devono vedere con una strana guardia canadese (Il Rosso), il quale li crede degli intrusi. Alla fine, dopo molti inseguimenti, Mucca e Pollo si chiudono in una stanza della sede, restandoci fino al giorno seguente. Il Rosso riesce quasi a catturarli poco dopo, ma interviene subito Papà, il quale spiega arrabbiato al demone che si è negli USA, terra in cui non sono presenti le guardie canadesi. Alla fine, la guardia piangendo spiega che in realtà è un cittadino uruguaiano, il quale non può fare la guardia canadese, poiché non è un cittadino del Canada e nella sua città devono tutti fare le poliziotte. Nel finale una squadra di agenti di polizia femminili riporta Il Rosso nella sua nazione, facendogli fare il suo solito impiego.

## Ai grandi magazzini
Per ordine del padre, Mucca e Pollo devono pagare, durante una giornata ad un centro commerciale, della roba scelta. Comprate poco dopo le cose, Mucca esce dal reparto passando attraverso dei sensori di sicurezza che danno stranamente l'allarme. In quel momento, arriva Il Rosso, che interpreta una guardia del negozio e tenta di arrestare Mucca, la quale scappa con Pollo. Alla fine Il Rosso, dopo molti inseguimenti, riesce a catturare la bovina, finché il padre interviene nella situazione. Mucca racconta la verità, così Rosso decide di farla passare di nuovo attraverso i sensori. Fortunatamente, questi non danno l'allarme e si capisce che Mucca è innocente. Inoltre viene rivelato che i sensori sono guasti e che Il Rosso è solo un finto agente della sicurezza, che viene arrestato da quelli veri.

## Una parentela imbarazzante
Mucca e Pollo ricevono la visita di Lumachino (ragazzo mezzo lumaca e mezzo umano), il figlio della sorella maggiore della madre di Mucca e Pollo. Tuttavia la sua presenza creerà molti problemi a Pollo, il quale viene preso continuamente in giro dai suoi compagni. Però alla fine Lumachino avrà la sua occasione di riscattarsi quando vincerà una gara di corsa contro dei bulli e venendo così acclamato da tutta la famiglia.

## Un quiz impossibile
Il Rosso, sotto le vesti di un rappresentante di un telequiz, sfida Mucca, Pollo, Flem ed Earl (i partecipanti del quiz) a delle prove impossibile da fare in 3 secondi. Tuttavia Mucca sotto le vesti di Supermucca, riesce a vincere la sfida facendo tutto in 3 secondi, salvo poi scoprire che il premio equivale solo a 1$. Così Supermucca punisce Il Rosso a suon di pugni, mentre Pollo e i suoi amici lo prendono in giro torturandolo insieme alla stessa Supermucca.

## I fagioli magici
Pollo baratta Mucca, ad un contadino, per 5 miseri fagioli salterini, così la madre ordina al figlio di riprendersi la sorella, altrimenti rimarrà per sempre in camera sua. Nel frattempo la madre fa cadere i fagioli nel giardino, dove cresce un'enorme pianta di fagioli che porta ad un castello sulle nuvole, dove abita un gigante, impersonato dal Rosso, che si lamenta perché tutti i giganti hanno un uovo d'oro, mentre lui no. Nel frattempo Pollo, Flem ed Earl vanno in cima alla pianta pensando di trovare lì un uovo d'oro per darlo al contadino e riavere Mucca indietro, ma vengono catturati dal gigante, che li rinchiude in un barattolo pensando che gli possano fornire un uovo d'oro. Mucca, mentre si trova dal contadino, scopre che il fratello è in pericolo e trasformandosi in Supermucca va dal gigante, lo pesta, lo rinchiude nel barattolo, riporta i tre amici a casa e poi se ne va via. I tre si disperano, ma subito dopo Flem depone un uovo d'oro. Così a fine episodio Mucca ritorna a casa e i quattro vanno a festeggiare in un locale, dove poi chiedono a Flem se può covare un altro uovo per poter pagare il conto.

## Pollo il mago
Pollo si improvvisa mago facendo uno spettacolo, ma, a causa della bacchetta magica, durante un trucco fa scomparire le mammelle di Mucca, che compaiono sul Rosso, il quale le usa a suo vantaggio. Più tardi si rende conto che Mucca è disperata senza le mammelle, così decide di fare la cosa giusta e gliele restituisce, ma dopo aver fatto ciò si deprime e va sfogarsi in un bar, dove chiede latte in continuazione al barista.
Note: In questo episodio, appare in cameo Donato Fidato, protagonista della serie Io sono Donato Fidato.

## Il cavallo di Mucca
Mucca sta in camera sua a leggere un libro di un cavallo di nome Blucky che vinceva sempre le gare di equazione ed era allevato dalla campionessa Sonia. Improvvisamente scopre assieme a Pollo che nel cortile di casa c'è proprio il cavallo del libro e così i due decidono di tenerlo in casa loro. Alla fine però, dato che è disastroso vivere con un cavallo, Papà si arrabbia e decide di scacciare Blucky malgrado la disperazione della figlia. In quel momento arriva Sonia, l'addestratrice del cavallo, che se lo riprende ringraziando tutta la famiglia. Mucca e Pollo scoprono però che Sonia era in realtà Il Rosso, dato che la vera campionessa non ha una coda di diavolo.

## Il maggiordomo
Un giorno si presenta a casa di Mucca e Pollo Il Rosso, il quale spiega che è un maggiordomo in cerca di padroni e viene subito assunto. Nonostante ciò che fa per Mucca e Pollo, Il Rosso impazzisce poiché il suo lavoro è inutile. Infatti egli si voleva far assumere perché pensava che Mamma e Papà fossero benestanti, ma alla fine scopre che in realtà la famiglia di Mucca e Pollo non è mai stata ricca. Così decide di farsi assumere come maggiordomo personale da Flem ed Earl pensando che siano nobili.

## Rose e corona
Il Rosso si presenta a casa di Mucca e Pollo, dicendo ai genitori che vuole far partecipare Mucca a un concorso di bellezza. Nonostante il fatto che Mucca non possa essere paragonata a una modella, riesce comunque a vincere il concorso, ma Il Rosso le ruba rosa e corona e rivela al pubblico che aveva sempre desiderato vincere lui questo titolo e Mucca, che prova compassione per il demone, decide di condividere il titolo con lui.

## Lezioni di pianoforte
Il Rosso si presenta a casa di Mucca e Pollo, affermando di essere un maestro di pianoforte e di voler istruire i due sotto il permesso del padre. Tuttavia durante le lezioni Mucca e Pollo non fanno alcuno progresso e quando i due devono suonare in uno spettacolo combinano un grande casino, così Il Rosso pensando di aver fatto un pessimo lavoro sbatte la testa contro i tasti del piano per la rabbia, venendo però acclamato dal pubblico e facendogli quindi recuperare la fiducia in sé stesso.

## Il papero Pollo
Il Rosso va a casa di Mucca e Pollo fingendo di essere un dottore e, mentre visita i due, afferma ai genitori che Pollo dovrebbe essere un papero, così con il loro permesso porta Pollo all'ospedale, trasformandolo veramente in un papero attraverso un intervento di chirurgia plastica. Tuttavia essendo divenuto ormai un papero, Pollo non ha più la capacità di comportarsi come prima, con gran dispiacere di Mucca e a fine episodio viene anche rivelato che purtroppo Pollo ormai è condannato a restare così per sempre.

## Il grande Panzini
Mucca e Pollo guardano una pubblicità in cui il grande Panzini (in realtà Il Rosso) gestisce un circo. I genitori entusiasti decidono di mandare lì i figli, dove vengono accolti dal grande Panzini, purtroppo però i due si rendono conto che il circo è piuttosto strano, perché alcuni animali hanno subito mutazioni e, durante uno spettacolo, tutti scoprono che Panzini non è un clown come ha sempre desiderato, ma un dottore perché non è mai riuscito a essere all'altezza. Così alla fine dell'episodio Panzini è costretto a ridare al pubblico le proprie risate.

## Tristezza da blues
Mucca e Pollo sentono la tristezza del blues e così il padre consiglia ai figli di andare a trovare il loro vicino, il cieco Jones che abita in una palude lì vicino. Una volta trovato il vecchio, egli racconta ai due una ballata con protagonista Il Rosso che caccia un terribile alligatore. Ma alla fine si scopre che in realtà il vecchio non è altri che Il Rosso stesso, mentre il vero Jones era imbavagliato dentro la sua casa. Una volta liberato il vero Jones, egli racconta una ballata dove Il Rosso viene inseguito da un vero alligatore costringendolo così alla fuga.

## La ballata di Mucca e Pollo
L'insegnante di Mucca e Pollo e i loro amici, Flem ed Earl, cantano una ballata con protagonisti i nostri due eroi, che però non piace a nessuno, di conseguenza tutti quanti se ne vanno. La ballata parla del Rosso che insegue i due, così questi scappano e, dopo un lungo inseguimento, entrano in una fattoria dove Pollo si rifugia in un pollaio, rischiando però di essere picchiato dal gallo, mentre Mucca si mette tra i cavalli e quando Il Rosso li insulta, subito il contadino si arrabbia e lo aggredisce. Successivamente, non appena i tre tornano in città, Il Rosso posiziona una trappola per orsi per catturarli. Purtroppo nella trappola ci finisce un vero orso che pesta Il Rosso, e alla fine quando Mucca e Pollo sembrano sfacciati, Flem ed Earl, pensando che i loro amici siano in pericolo, si lamentano ma la maestra grida e ordina a loro di continuare. Però quando i due sono in trappola, Pollo domanda al Rosso perché li stia inseguendo e questi risponde semplicemente di aver trovato i giocattoli di Mucca e che glieli vuole restituire, ma quest'ultima gli risponde che i giocattoli sono tutti a casa sua mentre Calogero è con lei, così Il Rosso scopre che al posto dei giocattoli ha preso dei granchietti. Infine dopo la ballata, non c'è più nessuno e l'unico rimasto è Il Rosso che viene pizzicato dai granchietti nel sedere.